# 1767 Лампланд
1767 Лампланд (1767 Lampland) — астероїд головного поясу, відкритий 7 вересня 1962 року.
Тіссеранів параметр щодо Юпітера — 3,218.